# كأس أوروبا الوسطى 1959
كأس أوروبا الوسطى 1959 هو موسم من كأس أوروبا الوسطى. شارك فيه  8 فريقاً، وفاز فيه نادي بودابست هونفيد.